# 2012년 하계 올림픽 육상
제30회 하계 올림픽 육상 경기는 2012년 8월 3일부터 12일까지 열흘 동안 영국 런던 올림픽 경기장에서 열렸다. 세부 종목은 이전 대회인 베이징 올림픽과 똑같이 47종목(남자 24, 여자 23)이었다. 경기 참가 선수 중 나이가 가장 어린 선수는 열다섯 살인 안도라의 크리스티나 요베라 선수였고, 나이가 가장 많은 선수는 마흔여섯 살인 우크라이나의 올렉산드르 드리홀이었다.

## 세부 종목
2012년 하계 올림픽 육상의 세부 종목은 아래와 같다.
| - 트랙 경기 - 남자 100m / 여자 100m - 남자 200m / 여자 200m - 남자 400m / 여자 400m - 남자 800m / 여자 800m - 남자 1500m / 여자 1500m - 남자 5000m / 여자 5000m - 남자 10000m / 여자 10000m - 여자 100m 허들 - 남자 110m 허들 - 남자 400m / 여자 400m - 남자 3000m 장애물경주 / 여자 3000m 장애물경주 - 남자 4x100m / 여자 4x100m 계주 - 남자 4x400m / 여자 4x400m 계주 | - 필드 경기 - 남자 멀리뛰기 / 여자 멀리뛰기 - 남자 세단뛰기 / 여자 세단뛰기 - 남자 높이뛰기 / 여자 높이뛰기 - 남자 장대높이뛰기 / 여자 장대높이뛰기 - 남자 포환던지기 / 여자 포환던지기 - 남자 원반던지기 / 여자 원반던지기 - 남자 창던지기 / 여자 창던지기 - 남자 해머던지기 / 여자 해머던지기 | - 도로 경기 - 남자 마라톤 / 여자 마라톤 - 남자 20km 경보 / 여자 20km 경보 - 남자 50km | - 복합 경기 - 여자 7종경기 - 남자 10종경기 |

## 일정
트랙과 필드 종목은 올림픽 경기장에서 경보와 마라톤 경기는 출발점과 도착점이 모두 더몰이 이었다.
| 2012년 8월 | 3일 금        | 4일 토                           | 5일 일                                  | 6일 월                                   | 7일 화                           | 8일 수                         | 9일 목                                     | 10일 금                                              | 11일 토                                         | 12일 일 |
| ---------- | ------------- | -------------------------------- | --------------------------------------- | ---------------------------------------- | -------------------------------- | ------------------------------ | ------------------------------------------ | ---------------------------------------------------- | ----------------------------------------------- | ------- |
| 남자       | 포환던지기    | 20km 경보 멀리뛰기 10000m 달리기 | 해머던지기 3000m 장애물경주 100m 달리기 | 400m 허들 400m 달리기                    | 높이뛰기 원반던지기 1500m 달리기 | 110m 허들                      | 세단뛰기 800m 달리기 200m 달리기 10종 경기 | 장대높이뛰기 1600m 이어달리기                        | 50km 경보 창던지기 5000m 달리기 400m 이어달리기 | 마라톤  |
| 여자       | 10000m 달리기 | 원반던지기 7종 경기 100m 달리기  | 마라톤 세단뛰기 400m 달리기             | 장대높이뛰기 포환던지기 3000m 장애물경주 | 100m 허들                        | 멀리뛰기 400m 허들 200m 달리기 | 창던지기                                   | 해머던지기 5000m 달리기 400m 이어달리기 1500m 달리기 | 20km 경보 높이뛰기 800m 달리기 1600m 이어달리기 | -       |
| 합계       | 2             | 6                                | 6                                       | 5                                        | 4                                | 4                              | 5                                          | 6                                                    | 8                                               | 1       |

## 메달

### 남자 종목
| 종목                         | 금                              | 금       | 은                              | 은       | 동                                                                     | 동       |
| ---------------------------- | ------------------------------- | -------- | ------------------------------- | -------- | ---------------------------------------------------------------------- | -------- |
| 남자 100m 자세히             | 우사인 볼트 · 자메이카          | 9.63     | 요한 블레이크 · 자메이카        | 9.75     | 저스틴 게이틀린 · 미국                                                 | 9.79     |
| 남자 200m 자세히             | 우사인 볼트 · 자메이카          | 19.32    | 요한 블레이크 · 자메이카        | 19.44    | 워렌 위어 · 자메이카                                                   | 19.84    |
| 남자 400m 자세히             | 키라니 제임스 · 그레나다        | 43.94    | 루겔린 산토스 · 도미니카 공화국 | 44.46    | 라론드 고든 · 트리니다드 토바고                                        | 44.52    |
| 남자 800m 자세히             | 데이비드 루디샤 · 케냐          | 1:40.91  | Nigel Amos · 보츠와나           | 1:41.73  | Timothy Kitum · 케냐                                                   | 1:42.53  |
| 남자 1500m 자세히            | 타우피크 마쿨루피 · 알제리      | 3:34.08  | 리오넬 맨자노 · 미국            | 3:34.79  | 압달라티 이기데르 · 모로코                                             | 3:35.13  |
| 남자 5000m 자세히            |                                 |          |                                 |          |                                                                        |          |
| 남자 10000m 자세히           | 모하메드 파라 · 영국            | 27:30.42 | 가렌 루프 · 미국                | 27:30.90 | 타리쿠 베켈레 · 에티오피아                                             | 27:31.43 |
| 남자 110m 허들 자세히        | 애리스 메릿 · 미국              | 12.92    | 제이슨 리처드슨 · 미국          | 13.04    | 한슬 파치먼트 · 자메이카                                               | 13.12    |
| 남자 400m 허들 자세히        | 펠릭스 산체스 · 도미니카 공화국 | 47.63    | 마이클 틴슬리 · 미국            | 47.91    | 자비어 컬슨 · 푸에르토리코                                             | 48.10    |
| 남자 3000m 장애물경주 자세히 | 데제키엘 켐보이 · 케냐          | 8:18.56  | 마에딘 메키시-베나바드 · 프랑스 | 8:19.08  | 아벨 무타이 · 케냐                                                     | 8:19.73  |
| 남자 400m 계주 자세히        |                                 |          |                                 |          |                                                                        |          |
| 남자 1600m 계주 자세히       |                                 |          |                                 |          |                                                                        |          |
| 남자 마라톤 자세히           | 스티븐 키프로티치 · 우간다      |          |                                 |          |                                                                        |          |
| 남자 경보 20km 자세히        | 천 딩 · 중화인민공화국          | 1:18:46  | 에릭 바론도 · 과테말라          | 1:18:57  | 왕 전 · 중화인민공화국                                                 | 1:19:25  |
| 남자 경보 50km 자세히        |                                 |          |                                 |          |                                                                        |          |
| 남자 높이뛰기 자세히         | 이반 우코프 · 러시아            | 2.38     | 에릭 키나드 · 미국              | 2.33     | 데렉 드루인 · 캐나다 · 로버트 그라바즈 · 영국 · 무타즈 바르심 · 카타르 | 8.12     |
| 남자 장대높이뛰기 자세히     |                                 |          |                                 |          |                                                                        |          |
| 남자 멀리뛰기 자세히         | 그렉 러더포드 · 영국            | 8.31     | 미첼 와트 · 오스트레일리아      | 8.16     | 윌 클레이 · 미국                                                       | 8.12     |
| 남자 세단뛰기 자세히         |                                 |          |                                 |          |                                                                        |          |
| 남자 포환던지기 자세히       | 토마츠 마젭스키 · 폴란드        | 21.89    | 다비드 스트롤 · 독일            | 21.86    | 리스 호파 · 미국                                                       | 21.23    |
| 남자 원반던지기 자세히       | 로베르트 하르팅 · 독일          | 68.27    | 에샨 하다디 · 이란              | 68.18    | 게르트 칸터 · 에스토니아                                               | 68.03    |
| 남자 해머던지기 자세히       | 퍼르시 크리스티안 · 헝가리      | 80.59    | 프리모즈 코즈무스 · 슬로베니아  | 79.36    | 무로후시 고지 · 일본                                                   | 78.71    |
| 남자 창던지기 자세히         |                                 |          |                                 |          |                                                                        |          |
| 남자 10종경기 자세히         |                                 |          |                                 |          |                                                                        |          |

### 여자 종목
| 종목                          | 금                                 | 금       | 은                                 | 은       | 동                              | 동       |
| ----------------------------- | ---------------------------------- | -------- | ---------------------------------- | -------- | ------------------------------- | -------- |
| 여자 100m 자세히              | 셸리앤 프레이저프라이스 · 자메이카 | 10.75    | 카멜리타 지터 · 미국               | 10.78    | 베로니카 캠벨 브라운 · 자메이카 | 10.81    |
| 여자 200m 자세히              | 앨리슨 펠릭스 · 미국               | 21.88    | 셸리앤 프레이저프라이스 · 자메이카 | 22.09    | 카멜리타 지터 · 미국            | 22.14    |
| 여자 400m 자세히              | 산야 리처즈 · 미국                 | 49.55    | 크리스틴 오후루구 · 영국           | 49.70    | 디디 트로터 · 미국              | 49.72    |
| 여자 800m 자세히              |                                    |          |                                    |          |                                 |          |
| 여자 1500m 자세히             |                                    |          |                                    |          |                                 |          |
| 여자 5000m 자세히             |                                    |          |                                    |          |                                 |          |
| 여자 10000m 자세히            | 티루네시 디바바 · 에티오피아       | 30:20.75 | 셀리 키프예고 · 케냐               | 30:26.37 | 비비안 체리엇 · 케냐            | 30:30.44 |
| 여자 100m 허들 자세히         | 샐리 피어슨 · 오스트레일리아       | 12.35    | 돈 하퍼 · 미국                     | 12.37    | 켈리 웰스 · 미국                | 12.48    |
| 여자 400m 허들 자세히         | 나탈리아 안트유크 · 러시아         | 52.70    | 라신다 데무스 · 미국               | 52.77    | 주자나 헤이노바 · 체코          | 53.38    |
| 여자 3000m 장애물 경주 자세히 | 율리야 자리포바 · 러시아           | 9:06.72  | 하비바 그리비 · 튀니지             | 9:08.37  | 소피아 아세파 · 에티오피아      | 9:09.84  |
| 여자 400m 계주 자세히         |                                    |          |                                    |          |                                 |          |
| 여자 1600m 계주 자세히        |                                    |          |                                    |          |                                 |          |
| 여자 마라톤 자세히            | 티키 젤라나 · 에티오피아           | 2:23:07  | 프리스카 젭투 · 케냐               | 2:23:12  | 타트야나 아르키포바 · 자메이카  | 2:23:29  |
| 여자 20km 경보 자세히         |                                    |          |                                    |          |                                 |          |
| 여자 높이뛰기 자세히          |                                    |          |                                    |          |                                 |          |
| 여자 장대높이뛰기 자세히      | 제니퍼 슈어 · 미국                 | 4.75     | 야리슬리 실바 · 쿠바               | 4.75     | 옐레나 이신바예바 · 러시아      | 4.70     |
| 여자 멀리뛰기 자세히          | 브리트니 리스 · 미국               | 7.12     | 엘레나 소코로바 · 러시아           | 7.07     | 자네이 델로치 · 미국            | 6.89     |
| 여자 세단뛰기 자세히          | 올가 리파코바 · 카자흐스탄         | 14.98    | 캐터린 이바르겐 · 콜롬비아         | 14.80    | 오르하 살라두하 · 우크라이나    | 14.79    |
| 여자 포환던지기 자세히        | 나제야 오스탑추크 · 벨라루스       | 21.36    | 밸러리 애덤스 · 뉴질랜드           | 20.70    | 에브게니아 콜로드코 · 러시아    | 20.48    |
| 여자 원반던지기 자세히        | 산드라 페르코비치 · 크로아티아     | 69.11    | 다르야 피슈찰니코바 · 러시아       | 67.56    | 리 얀펑 · 중화인민공화국        | 67.22    |
| 여자 해머던지기 자세히        |                                    |          |                                    |          |                                 |          |
| 여자 창던지기 자세히          |                                    |          |                                    |          |                                 |          |
| 여자 7종경기 자세히           | 제시카 에니스 · 영국               | 6955     | 릴리 슈바르츠코프 · 독일           | 6649     | 타트야나 체르노바 · 러시아      | 6628     |

### 메달 순위
| 순위 | 국가                    | 금메달 | 은메달 | 동메달 | 합계 |
| ---- | ----------------------- | ------ | ------ | ------ | ---- |
| 1    | 미국 (USA)              | 9      | 13     | 7      | 29   |
| 2    | 러시아 (RUS)            | 8      | 4      | 5      | 17   |
| 3    | 자메이카 (JAM)          | 4      | 4      | 4      | 12   |
| 4    | 영국 (GBR)              | 4      | 1      | 1      | 6    |
| 5    | 에티오피아 (ETH)        | 3      | 1      | 3      | 7    |
| 6    | 케냐 (KEN)              | 2      | 4      | 5      | 11   |
| 7    | 독일 (GER)              | 1      | 4      | 3      | 8    |
| 8    | 오스트레일리아 (AUS)    | 1      | 2      | 0      | 3    |
| 9    | 중화인민공화국 (CHN)    | 1      | 1      | 4      | 6    |
| 10   | 도미니카 공화국 (DOM)   | 1      | 1      | 0      | 2    |
| 10   | 프랑스 (FRA)            | 1      | 1      | 0      | 2    |
| 10   | 폴란드 (POL)            | 1      | 1      | 0      | 2    |
| 10   | 튀르키예 (TUR)          | 1      | 1      | 0      | 2    |
| 14   | 트리니다드 토바고 (TRI) | 1      | 0      | 3      | 4    |
| 15   | 체코 (CZE)              | 1      | 0      | 1      | 2    |
| 16   | 알제리 (ALG)            | 1      | 0      | 0      | 1    |
| 16   | 바하마 (BAH)            | 1      | 0      | 0      | 1    |
| 16   | 크로아티아 (CRO)        | 1      | 0      | 0      | 1    |
| 16   | 그레나다 (GRN)          | 1      | 0      | 0      | 1    |
| 16   | 헝가리 (HUN)            | 1      | 0      | 0      | 1    |
| 16   | 카자흐스탄 (KAZ)        | 1      | 0      | 0      | 1    |
| 16   | 뉴질랜드 (NZL)          | 1      | 0      | 0      | 1    |
| 16   | 우간다 (UGA)            | 1      | 0      | 0      | 1    |
| 24   | 쿠바 (CUB)              | 0      | 1      | 2      | 3    |
| 24   | 우크라이나 (UKR)        | 0      | 1      | 2      | 3    |
| 26   | 보츠와나 (BOT)          | 0      | 1      | 0      | 1    |
| 26   | 콜롬비아 (COL)          | 0      | 1      | 0      | 1    |
| 26   | 과테말라 (GUA)          | 0      | 1      | 0      | 1    |
| 26   | 이란 (IRI)              | 0      | 1      | 0      | 1    |
| 26   | 남아프리카 공화국 (RSA) | 0      | 1      | 0      | 1    |
| 26   | 슬로베니아 (SLO)        | 0      | 1      | 0      | 1    |
| 26   | 튀니지 (TUN)            | 0      | 1      | 0      | 1    |
| 33   | 바레인 (BRN)            | 0      | 0      | 1      | 1    |
| 33   | 캐나다 (CAN)            | 0      | 0      | 1      | 1    |
| 33   | 에스토니아 (EST)        | 0      | 0      | 1      | 1    |
| 33   | 핀란드 (FIN)            | 0      | 0      | 1      | 1    |
| 33   | 이탈리아 (ITA)          | 0      | 0      | 1      | 1    |
| 33   | 일본 (JPN)              | 0      | 0      | 1      | 1    |
| 33   | 모로코 (MAR)            | 0      | 0      | 1      | 1    |
| 33   | 푸에르토리코 (PUR)      | 0      | 0      | 1      | 1    |
| 33   | 카타르 (QAT)            | 0      | 0      | 1      | 1    |
| 합계 | 합계                    | 47     | 47     | 49     | 143  |

- 참고 : 남자 높이뛰기 종목에서 세 명의 선수가 같은 높이를 기록해 모두 동메달을 수여받았다.

### 세계 신기록과 올림픽 신기록

#### 세계 신기록
| 날짜     | 종목                 | 새 기록                                                        | 새 기록         | 기존 기록 | 기존 기록 | 기존 기록 |
| -------- | -------------------- | -------------------------------------------------------------- | --------------- | --------- | --------- | --------- |
| 날짜     | 종목                 | 선수                                                           | 기록            | 선수      | 기록      | 날짜      |
| 8월 9일  | 남자 800m            | 데이비드 루디샤 케냐                                           | 1분 40초 91     |           |           |           |
| 8월 10일 | 여자 400m 이어달리기 | 티아나 매디슨, 앨리슨 펠릭스 비앙카 나이트, 카멜리타 제터 미국 | 40초 82         |           |           |           |
| 8월 11일 | 남자 400m 이어달리기 | 네스터 카터, 마이클 프래터 요한 블레이크, 우사인 볼트 자메이카 | 36초 84         |           |           |           |
| 8월 11일 | 여자 20km 경보       | 엘레나 라시마노바 러시아                                       | 1시간 25분 02초 |           |           |           |

#### 올림픽 신기록
| 날짜     | 종목              | 새 기록                    | 새 기록         | 기존 기록 | 기존 기록 | 기존 기록 |
| -------- | ----------------- | -------------------------- | --------------- | --------- | --------- | --------- |
| 날짜     | 종목              | 선수                       | 기록            | 선수      | 기록      | 날짜      |
| 8월 4일  | 남자 경보 20km    | 천딩 중화인민공화국        | 1시간 18분 46   |           |           |           |
| 8월 5일  | 남자 100m         | 우사인 볼트 자메이카       | 9초 63          |           |           |           |
| 8월 5일  | 여자 마라톤       | 티키 겔라나 에티오피아     | 2시간 23분 07초 |           |           |           |
| 8월 7일  | 여자 100m 허들    | 샐리 피어슨 오스트레일리아 | 12초 35         |           |           |           |
| 8월 10일 | 남자 장대높이뛰기 | 르노 라비예니 프랑스       | 5.97 m          |           |           |           |
| 8월 10일 | 여자 해머던지기   | 타탸나 리센코 에티오피아   | 78.18m          |           |           |           |
| 8월 11일 | 남자 경보 50km    | 세르게이 키르댜프킨 러시아 | 3시간 35분 59초 |           |           |           |

## 참고
1. ↑  Athletics at the 2012 London Summer Games 보관됨 2012-08-12 - 웨이백 머신. Sports Reference. Retrieved on 2012-08-13.
2. ↑  Athletics – Schedule
3. ↑  “Athletics - Schedule & Results”. 《london2012.com》 (영어). 2012년 12월 8일에 원본 문서에서 보존된 문서. 2012년 6월 2일에 확인함.

## 범례
|  | 세계 신기록                  |  |                   | 아프리카 신기록 |                      | Q | 예선 통과 |
|  | 올림픽 신기록                |  | 북아메리카 신기록 | DNS             | 경기를 시작하지 않음 |   |           |
|  |                              |  | 아시아 신기록     | DNF             | 경기를 마치지 않음   |   |           |
|  | 국가 신기록                  |  | 유럽 신기록       | DSQ             | 실격                 |   |           |
|  | 개인 최고 기록 (개인 신기록) |  | 오세아니아 신기록 | WD              | 기권                 |   |           |
|  | 시즌 최고 기록 (시즌 신기록) |  | 남아메리카 신기록 | NM              | 기록 없음            |   |           |